# Aslı Bayram

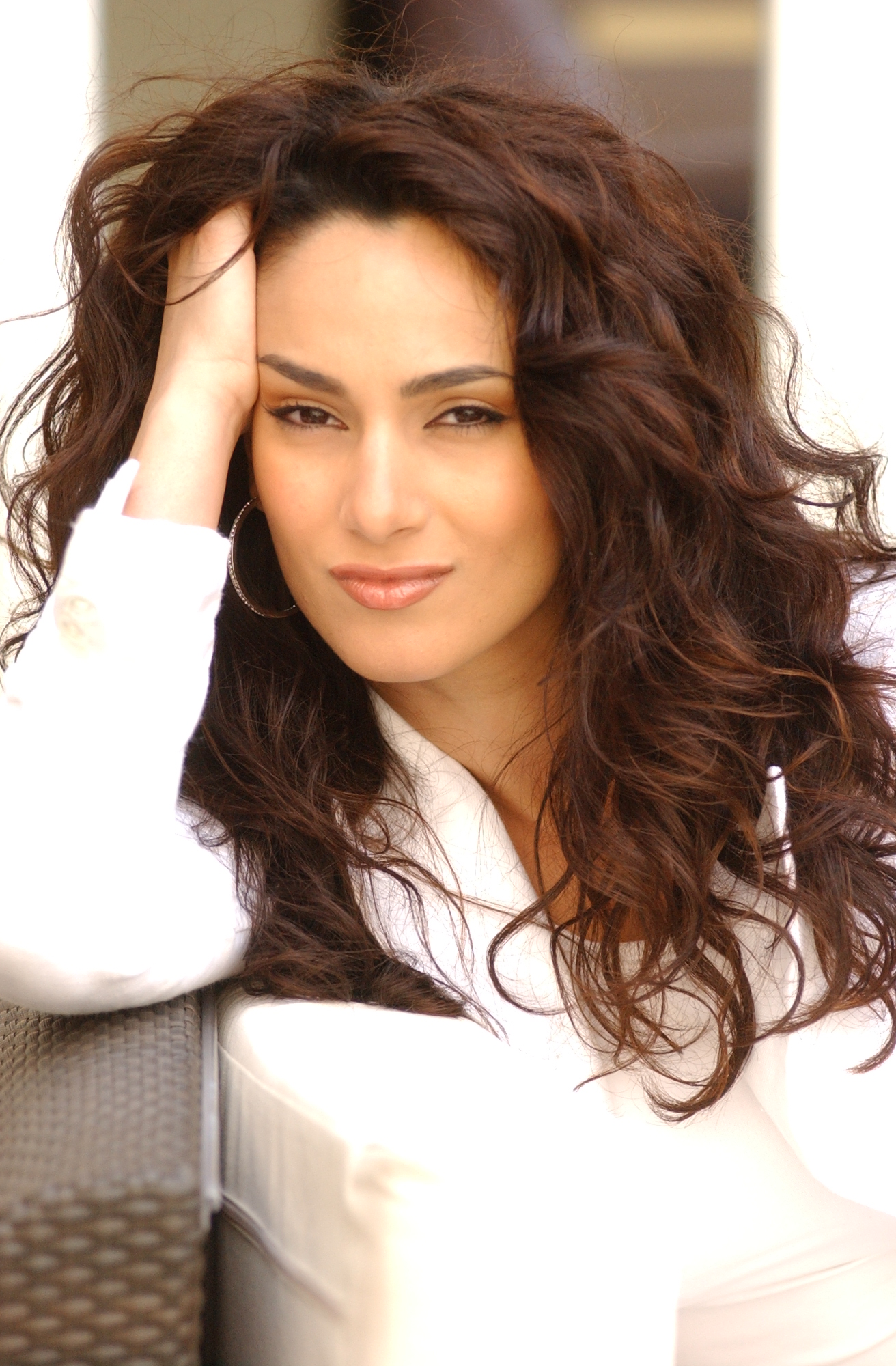
Aslı Bayram (2007)

Aslı Bayram (anhörenⓘ * 1. April 1981 in Darmstadt) ist eine deutsche Schauspielerin türkischer Herkunft. 2005 wurde sie zur Miss Deutschland gewählt und vertrat Deutschland in Folge bei der Wahl der Miss Universe in Bangkok. Seit 2010 ist sie Botschafterin des Landespräventionsrates im Hessischen Ministerium der Justiz.

## Ausbildung
Bayram hat das Abitur an der Max-Beckmann-Schule in Frankfurt am Main erlangt. Schauspielunterricht nahm sie bei Eric Morris (Los Angeles) und bei Anne Mertin (Wien).

## Leben
Ihre Eltern waren aus der Türkei nach Darmstadt gezogen, der Vater betrieb ein kleines Import-Export-Unternehmen. Sie hat vier Geschwister. Am 18. Februar 1994 erschoss ein Neonazi ihren Vater, als dieser die Tür öffnete. Sie selbst wurde dabei verletzt.
Ihre erste internationale Filmrolle hatte sie in Jump! mit Patrick Swayze. Danach spielte sie in der schwarzen Komödie Short Cut to Hollywood. Der Film wurde 2009 erfolgreich auf der Berlinale im Wettbewerb Panorama präsentiert.
Im Oktober 2007 gab Bayram ihr Theaterdebüt im Stadttheater Esch-sur-Alzette/Luxemburg in einer Solorolle in Anne Frank: Das Tagebuch. Es folgte eine Einladung zum Theaterfestival deutscher Sprache nach Prag und danach die Deutschlandpremiere in Frankfurt am Main. Buddy Elias, der Cousin von Anne Frank, gratulierte ihr zu diesem Projekt. 2008/2009 ging sie mit einer englischsprachigen Version auf eine Tournee nach Kanada und USA. Sie beendete die Tournee anlässlich des 80. Geburtstages von Anne Frank mit 3 Aufführungen im Museum of Tolerance in Los Angeles, Hollywood.
Ihr Buch Grenzgängerin – Leben zwischen den Welten erschien 2009 in der Verlagsgruppe Random House. Im Frühling 2009 drehte sie in der Schweiz den Film 180° und im Herbst desselben Jahres Sevdah za Karima (Englischer Titel: Sevdah for Karim) in Sarajevo, Bosnien. Für beide Rollen wurde sie nicht synchronisiert, sondern spielte in den jeweiligen Landessprachen, auf Schweizerdeutsch und in bosnischer Sprache. Beide Filme wurden bisher auf internationalen Filmfestivals gezeigt wie in Zürich, Sarajevo, Pécs, Antalya, Göteborg, Rotterdam und Berlin.
Im September 2010 gelang ihr mit ihrem Buch Grenzgängerin – Leben zwischen den Welten der Eintrag bei Guinness-Buch der Rekorde. Eine Rekordzahl von Menschen las öffentlich gleichzeitig aus ihrem Buch. Bayram ist sozial stark engagiert. Seit 2010 ist sie ehrenamtlich Botschafterin für Kriminalprävention des Justizministeriums in Hessen. Weiters übernahm sie die Ehrenpatronage für die Riehl-Schule mit vielen Kindern mit Migrationshintergrund in Wiesbaden.
Anfang 2011 spielte sie die weibliche Hauptrolle in dem fünfteiligen türkischen TV-Film Sirat.

## Kritiken
„Herzbrechendes Portrait einer jungen Frau“; Hollywood Reporter, über ihre Darstellung in 180° – Wenn deine Welt plötzlich Kopf steht.

## Veröffentlichungen
- Grenzgängerin. Gütersloher Verl.-Haus, Gütersloh 2009, ISBN 978-3-579-06880-0.

## Filmografie
- 2005: Miss Universe 2005 (Dokumentation)
- 2006: Beyza’nın kadınları
- 2007: SOKO Wien (Fernsehserie, eine Folge)
- 2008: Jump!
- 2009: Short Cut to Hollywood
- 2010: 180° – Wenn deine Welt plötzlich Kopf steht
- 2010: Sevdah za Karima
- 2011: Sirat (Fernsehserie)
- 2012: Body Complete
- 2012: Sanghaj
- 2012: Die Wüstenärztin (Fernsehfilm)
- 2013: One Chance – Einmal im Leben (One Chance)
- 2015: Die Frau in Gold (Woman in Gold)
- 2015: Unseen (Kurzfilm)
- 2015: Septembers of Shiraz
- 2018: Justice – Verstrickt im Netz der Macht